# Cinzia Petrini
Cinzia Petrini (Torino, 14 febbraio 1962) è una showgirl, annunciatrice televisiva ed ex modella italiana, nota soprattutto come valletta di Corrado.

## Biografia
Fa il suo esordio come modella in alcune pubblicità, finché viene notata da Gianna Tani, che la chiama come concorrente a M'ama non m'ama, condotto da Marco Predolin. Nel 1984 partecipa, nuovamente come concorrente, a W le donne su Canale 5 con Amanda Lear e Andrea Giordana, e nel 1985 affianca Nicola Arigliano nel celebre spot pubblicitario del Digestivo Antonetto.
Nel 1986 è scelta da Corrado come valletta de Il pranzo è servito al posto di Linda Lorenzi, un ruolo che le darà grande popolarità. Resta valletta del Pranzo anche con la conduzione di Claudio Lippi fino al 1991 quando lascia il programma perché in attesa del suo primo figlio. Dopo la maternità torna in video solo per interpretare due pubblicità e si ritira dalle scene per dedicarsi ai tre figli. Negli anni 2000 è brevemente riapparsa in televisione come ospite in Ricomincio da 20 e a La sai l'ultima?

## Programmi TV
- Il pranzo è servito (Canale 5, 1986-1991)